# Школа № 706 (Москва)
Школа № 706 — средняя общеобразовательная школа, расположенная в районе Сокол Северного административного округа Москвы. Как самостоятельное учебное заведение существовала с 1952 по 2014 год. С 2014 года — корпус № 1 школы № 1251.

## История
Школа № 706 была основана в 1952 году. Пятиэтажное здание школы из красного кирпича построено по типовому проекту архитектора Л. А. Степановой. Первоначально здание значилось по 2-му Песчаному переулку, а после его упразднения стало находиться по адресу: Песчаный переулок, дом 6.
Директорами школы работали: И. П. Ланской, С. Д. Шипкова, Александр Иванович Серов — историк. Самыми первыми учениками здесь стали девятиклассники, которые проучились только два года — школа тогда была десятилеткой. В ней уже вместе учились девочки и мальчики, хотя ещё сохранялись женская (149-я на ул. Врубеля) и мужская (693-я на ул. Панфилова) школы. В 1954 году состоялся первый набор первоклассников. В послевоенное время были трудности с школьной формой, учебниками и школьными принадлежностями. Ручки были с пером, детям приходилось носить чернильницы. Песчаные переулки — 1, 2, 3, 4, 5, среди которых появилась 706-я школа, были сплошь застроены одноэтажными частными домами.
Именно дети Песчаных переулков. в первую очередь, составляли контингент учащихся этой школы. Впрочем, и с Октябрьского поля сюда приезжали ученики, и из домов за Ленинградским проспектом, которые тогда были «Соколом» (сейчас относятся к «Аэропорт»), и от развилки Волоколамского и Ленинградского шоссе. 
«Никогда 706-ю родную школу я не забуду, где б ни был я!» — так звучит строчка из школьного гимна, появившегося тогда, когда в школе возник школьный театральный коллектив, друживший с маевским «Телевизором». В школу пришли классные учителя из институтов, университетов, довершая и без того сильный коллектив учителей, созданный Серовым А. И.(Полторак Д. И.,Золотовская Е. Н., Федорченко А. М. и др.), пришли математик С. М. Кушуль, физики Н. Б. Кофман, А.Герваш и др. Н. Именно Б. Кофман и создал в свободное время эстрадный театр в школе. На открытие приехал народный артист СССР В. С. Лановой, когда-то в молодости игравший вместе с ним в народном театре. Эстрадный театр был лауреатом городских конкурсов, выступал с концертами в городах России.
В 1960 году был создан под руководством историка Д. И. Полторака первый в Москве школьный клуб интернациональной дружбы.
В 1961 году в школе появились профильные классы и школа перешла на 11-летнее обучение. Школа № 706 была в числе первых школ Москвы, осуществивших связь «Школа — вуз». Сегодня школа поддерживает связи с МАИ, МАДИ и МГИЭМ.
В 1965 году был открыт школьный музей «Боевой славы 11-й Гвардейской Городокской стрелковой дивизии». В 1986 году в школе был организован туристский клуб «Азимут».
В 2005 году школа заняла первое место в городском конкурсе «Лучший школьный дворик Москвы». С 2006 года школа участвует в городской экспериментальной программе «Совершенствование форм организации образовательного процесса в обучении по индивидуальным планам», то есть ученики могут выбирать один из трёх планов обучения любому предмету: базовый, профильный и углублённый.
В декабре 2006 года по случаю 65-летия победы под Москвой в школе дал урок мэр Юрий Лужков.
В 2007 году школа № 706 оказалась в числе победителей общегородского конкурса образовательных учреждений, внедряющих инновационные общеобразовательные программы. В том же году школа оказалась в числе победителей национального проекта «Образование».
С апреля 2011 года школа № 706 участвует в пилотном проекте Правительства Москвы по развитию общего образования.
В сентябре 2013 года школа № 706 заняла 393 место в рейтинге лучших школ Москвы, составленном департаментом образования по результатам образовательной деятельности.
В 2014 году в результате объединения школ вошла в состав школы № 1251 как корпус № 1.

## Школьный музей
Музей «Боевой славы 11-й Гвардейской Городокской стрелковой дивизии (18-й дивизии народного ополчения Ленинградского района г. Москвы)» был открыт в 1965 году к 20-летию Победы. В нём представлено более 1000 экспонатов, рассказывающих о боевом пути 11-й гвардейской стрелковой дивизии. В 2009 году на городском конкурсе «Кубок героев» музей 706-й школы занял третье место.